# 刑法並びに訴訟手続法典
刑法並びに訴訟手続法典（けいほうならびにそしょうてつづきほうてん、Code of Penal Law and Procedure）は、復帰前の沖縄において琉球列島米国民政府が制定した刑事法典である。沖縄の占領後、個別に発布されていた刑事法令を一つの法令に集成したことから、別名「集成刑法」ともいう。

## 概要
復帰前の沖縄においても、刑法（明治40年法律第45号）は従来どおり施行されていた(詳細は刑法 (琉球政府)を参照))が、米軍関係者に係る犯罪や米国民政府の機関に対する犯罪を別個に処罰するために設けられた。
1949年に戦時刑法を含む諸法令を纏めた「刑法並びに訴訟手続法典（1949年米国軍政府布令第1号）」が制定され、その後1955年に改めて「刑法並びに訴訟手続法典（米国民政府布令第144号）」を制定した。
1959年になって再度改定（「琉球列島の刑法並びに訴訟手続法典（高等弁務官布令第23号）」）が行われたが、その内容をめぐって政治問題となり、その施行は無期延期に追い込まれた。

## 構成
これは、刑法並びに訴訟手続法典（米国民政府布令第144号）の構成である
- 前文（第1条-第3条）
- 第一部 民政府裁判所
  - 第一章 基本法（第1.1.1条-第1.1.2条）
  - 第二章 民政府裁判所の構成及び裁判権（第1.2.1条-第1.2.6.1条）
  - 第三章 訴訟手続（第1.3.1条-第1.3.7.4条）
  - 第四章 令状（第1.4.1条-第1.4.3.1条）
- 第二部 罪
  - 第一章 定義（第2.1条-第2.1.9条）
  - 第二章 安全に反する罪（第2.2.1条-第2.1.9条）
  - 第三章 経済及び財政政策に反する罪（第2.3.1条-第2.3.8条）
  - 第四章 道徳に反する罪（第2.4.1条-第2.4.3.4条）
  - 第五章 公衆の保健に反する罪（第2.5.1条-第2.5.4条）
  - 第六章 車両及び交通規則に反する罪（第2.6.1条-第2.6.5条）